# John Filippi
John Filippi (ur. 27 lutego 1995 w Bastia) – francuski kierowca wyścigowy.

## Kariera

### V de V Challenge
Filippi rozpoczął karierę w jednomiejscowych samochodach wyścigowych w 2012 roku od startów w Single-seater V de V Challenge. Z dorobkiem 84 punktów uplasował się na 25 pozycji w klasyfikacji generalnej. Rok później w tej samej serii wygrywał już wyścigi. Jednakże został zgłoszony do serii jedynie gościnnie. Rok później wygrywając jedenaście wyścigów i szesnastokrotnie stawając na podium zdobył mistrzowski tytuł.

### Formuła Renault 2.0
Podczas rundy na torze Circuit de Catalunya Francuz dołączył do stawki Europejskiego Pucharu Formuły Renault 2.0 z luksemburską ekipą RC Formula. Tu jednak nie był zaliczany do klasyfikacji.

### World Touring Car Championship
Na sezon 2014 Francuz podpisał kontrakt z ekipą Campos Racing na starty w World Touring Car Championship. W ciągu dziewiętnastu wyścigów, w których wystartował, raz zdobył punkty – był ósmy w drugim wyścigu w Maroku. Uzbierał łącznie cztery punktów, które zapewniły mu osiemnaste miejsce w końcowej klasyfikacji kierowców.

## Statystyki
| Sezon | Seria                                                | Zespół            | Wyścigi | Zwycięstwa | PP | NO | Podium | Punkty | Pozycja |
| ----- | ---------------------------------------------------- | ----------------- | ------- | ---------- | -- | -- | ------ | ------ | ------- |
| 2012  | Single-seater V de V Challenge                       | Equipe Palmyr     | 6       | 0          | 0  | 0  | 0      | 84     | 25      |
| 2013  | Single-seater V de V Challenge                       | Bossy Racing Team | 18      | 11         | 5  | 10 | 16     | 637,5  | 1       |
| 2013  | Europejski Puchar Formuły Renault 2.0                | RC Formula        | 2       | 0          | 0  | 0  | 0      | 0      | NS†     |
| 2014  | World Touring Car Championship                       | Campos Racing     | 19      | 0          | 0  | 0  | 0      | 4      | 18      |
| 2014  | World Touring Car Championship (kierowcy niezależni) | Campos Racing     | 23      | 1          | 1  | 0  | 20     | 159    | 2       |

† – Filippi nie był zaliczany do klasyfikacji